# Lista över medaljörer vid olympiska sommarspelen 2016
Detta är en lista över medaljörer vid olympiska sommarspelen 2016. OS 2016 arrangerades i Rio de Janeiro 5 augusti till 21 augusti 2016.
| Innehållsförteckning |
| --- |
| Badminton Basket Bordtennis Boxning Brottning Bågskytte Cykelsport Fotboll Friidrott Fäktning Golf Gymnastik Handboll Judo Kanotsport Konstsim Landhockey Modern femkamp Ridsport Rodd Rugby Segling Simhopp Simning Skytte Taekwondo Tennis Triathlon Tyngdlyftning Vattenpolo Volleyboll |
| Referenser |

## Badminton
| Gren                    | Guld                                     | Silver                                           | Brons                                        |
| Damsingel Detaljer...   | Carolina Marín Spanien                   | Pusarla Venkata Sindhu Indien                    | Nozomi Okuhara Japan                         |
| Damdubbel Detaljer...   | Ayaka Takahashi, Misaki Matsutomo Japan  | Christinna Pedersen, Kamilla Rytter Juhl Danmark | Jung Kyung-eun, Shin Seung-chan Sydkorea     |
| Herrsingel Detaljer...  | Chen Long Kina                           | Lee Chong Wei Malaysia                           | Viktor Axelsen Danmark                       |
| Herrdubbel Detaljer...  | Fu Haifeng, Zhang Nan Kina               | Goh V Shem, Tan Wee Kiong Malaysia               | Chris Langridge, Marcus Ellis Storbritannien |
| Mixeddubbel Detaljer... | Tontowi Ahmad, Lilyana Natsir Indonesien | Chan Peng Soon, Goh Liu Ying Malaysia            | Zhang Nan, Zhao Yunlei Kina                  |

Denna tabell: visa • redigera

## Basket
| Basket                          | Guld | Silver | Brons |
| Damernas turnering Detaljer...  | USA | Spanien | Serbien |
| Damernas turnering Detaljer...  | Lindsay Whalen Seimone Augustus Sue Bird Maya Moore Angel McCoughtry Breanna Stewart Tamika Catchings Elena Delle Donne Diana Taurasi Sylvia Fowles Tina Charles Brittney Griner | Leticia Romero Laura Nicholls Silvia Domínguez Alba Torrens Laia Palau Marta Xargay Leonor Rodríguez Lucila Pascua Anna Cruz Laura Quevedo Laura Gil Astou Ndour                          | Tamara Radočaj Sonja Petrović Saša Čađo Sara Krnjić Nevena Jovanović Jelena Milovanović Dajana Butulija Dragana Stanković Aleksandra Crvendakić Milica Dabović Ana Dabović Danielle Page |
| Herrarnas turnering Detaljer... | USA | Serbien | Spanien |
| Herrarnas turnering Detaljer... | Jimmy Butler Kevin Durant DeAndre Jordan Kyle Lowry Harrison Barnes DeMar DeRozan Kyrie Irving Klay Thompson DeMarcus Cousins Paul George Draymond Green Carmelo Anthony         | Miloš Teodosić Marko Simonović Bogdan Bogdanović Stefan Marković Nikola Kalinić Nemanja Nedović Stefan Birčević Miroslav Raduljica Nikola Jokić Vladimir Štimac Stefan Jović Milan Mačvan | Pau Gasol Rudy Fernández Sergio Rodríguez Juan Carlos Navarro José Calderón Felipe Reyes Víctor Claver Willy Hernangómez Álex Abrines Sergio Llull Nikola Mirotić Ricky Rubio            |

Denna tabell: visa • redigera

## Bordtennis
| Gren                             | Guld                            | Silver                                  | Brons                                       |
| Damsingel Detaljer...            | Ding Ning Kina                  | Li Xiaoxia Kina                         | Kim Song-i Nordkorea                        |
| Damernas lagtävling Detaljer...  | Kina                            | Tyskland                                | Japan                                       |
| Damernas lagtävling Detaljer...  | Liu Shiwen Ding Ning Li Xiaoxia | Han Ying Petrissa Solja Shan Xiaona     | Ai Fukuhara Kasumi Ishikawa Mima Ito        |
| Herrsingel Detaljer...           | Ma Long Kina                    | Zhang Jike Kina                         | Jun Mizutani Japan                          |
| Herrarnas lagtävling Detaljer... | Kina                            | Japan                                   | Tyskland                                    |
| Herrarnas lagtävling Detaljer... | Zhang Jike Ma Long Xu Xin       | Koki Niwa Jun Mizutani Maharu Yoshimura | Timo Boll Dimitrij Ovtcharov Bastian Steger |

Denna tabell: visa • redigera

## Boxning
| Damernas grenar              | Guld                        | Silver                        | Brons                      | Brons                        |
| Flugvikt, 51kg Detaljer...   | Nicola Adams Storbritannien | Sarah Ourahmoune Frankrike    | Ren Cancan Kina            | Ingrit Valencia Colombia     |
| Lättvikt, 60kg Detaljer...   | Estelle Mossely Frankrike   | Yin Junhua Kina               | Mira Potkonen Finland      | Anastasia Beljakova Ryssland |
| Mellanvikt, 75kg Detaljer... | Claressa Shields USA        | Nouchka Fontijn Nederländerna | Dariga Shakimova Kazakstan | Li Qian Kina                 |

| Herrarnas grenar                  | Guld                             | Silver                         | Brons                         | Brons                                |
| Lätt flugvikt, 49kg Detaljer...   | Hasanboy Dusmatov Uzbekistan     | Yuberjén Martínez Colombia     | Joahnys Argilagos Kuba        | Nico Hernández USA                   |
| Flugvikt, 52kg Detaljer...        | Shahobiddin Zoirov Uzbekistan    | Misja Alojan Ryssland          | Yoel Segundo Finol Venezuela  | Hu Jianguan Kina                     |
| Bantamvikt, 56kg Detaljer...      | Robeisy Ramírez Kuba             | Shakur Stevenson USA           | Vladimir Nikitin Ryssland     | Murodjon Ahmadaliyev Uzbekistan      |
| Lättvikt, 60kg Detaljer...        | Robson Conceição Brasilien       | Sofiane Oumiha Frankrike       | Lázaro Álvarez Kuba           | Dorjnyambuugiin Otgondalai Mongoliet |
| Lätt weltervikt, 64kg Detaljer... | Fazliddin Gaibnazarov Uzbekistan | Lorenzo Sotomayor Azerbajdzjan | Vitaly Dunajtsev Ryssland     | Artem Harutyunyan Tyskland           |
| Weltervikt, 69kg Detaljer...      | Danijar Jeleussinov Kazakstan    | Shakhram Giyasov Uzbekistan    | Mohammed Rabii Marocko        | Souleymane Cissokho Frankrike        |
| Mellanvikt, 75kg Detaljer...      | Arlen López Kuba                 | Bektemir Melikuziev Uzbekistan | Misael Rodríguez Mexiko       | Kamran Sjachsuvarlij Azerbajdzjan    |
| Lätt tungvikt, 81kg Detaljer...   | Julio César La Cruz Kuba         | Adilbek Nijazymbetov Kazakstan | Mathieu Bauderlique Frankrike | Joshua Buatsi Storbritannien         |
| Tungvikt, 91kg Detaljer...        | Jevgenij Tisjtjenko Ryssland     | Vasilij Levit Kazakstan        | Rustam Tulaganov Uzbekistan   | Erislandy Savón Kuba                 |
| Supertungvikt, +91kg Detaljer...  | Tony Yoka Frankrike              | Joe Joyce Storbritannien       | Filip Hrgović Kroatien        | Ivan Dytjko Kazakstan                |

Denna tabell: visa • redigera

## Brottning
| Damernas brottning, fristil | Guld               | Silver                      | Brons                      | Brons                          |
| 48 kg Detaljer...           | Eri Tosaka Japan   | Marija Stadnik Azerbajdzjan | Sun Yanan Kina             | Elitsa Yankova Bulgarien       |
| 53 kg Detaljer...           | Helen Maroulis USA | Saori Yoshida Japan         | Sofia Mattsson Sverige     | Natalija Sinisjin Azerbajdzjan |
| 58 kg Detaljer...           | Kaori Icho Japan   | Valerija Koblova Ryssland   | Sakshi Malik Indien        | Marwa Amri Tunisien            |
| 63 kg Detaljer...           | Risako Kawai Japan | Marjia Mamasjuk Belarus     | Monika Michalik Polen      | Jekaterina Larionova Kazakstan |
| 69 kg Detaljer...           | Sara Dosho Japan   | Natalja Vorobjova Ryssland  | Jenny Fransson Sverige     | Elmira Syzdykova Kazakstan     |
| 75 kg Detaljer...           | Erica Wiebe Kanada | Gjuzel Manjurova Kazakstan  | Jekaterina Bukina Ryssland | Zhang Fengliu Kina             |

| Herrarnas brottning, fristil | Guld                              | Silver                       | Brons                         | Brons                        |
| 57 kg Detaljer...            | Vladimer Chintjegasjvili Georgien | Rei Higuchi Japan            | Haji Alijev Azerbajdzjan      | Hassan Rahimi Iran           |
| 65 kg Detaljer...            | Soslan Ramonov Ryssland           | Toghrul Asgarov Azerbajdzjan | Frank Chamizo Marquez Italien | Ikhtiyor Navruzov Uzbekistan |
| 74 kg Detaljer...            | Hassan Yazdani Iran               | Aniuar Geduev Ryssland       | Jabrajil Hasanov Azerbajdzjan | Soner Demirtaş Turkiet       |
| 86 kg Detaljer...            | Abdulrasjid Sadulajev Ryssland    | Selim Yaşar Turkiet          | Sjarif Sjarifov Azerbajdzjan  | J'den Cox USA                |
| 97 kg Detaljer...            | Kyle Snyder USA                   | Xetaq Qazyumov Azerbajdzjan  | Albert Saritov Rumänien       | Magomed Ibragimov Uzbekistan |
| 125 kg Detaljer...           | Taha Akgül Turkiet                | Komeil Ghasemi Iran          | Geno Petriashvili Georgien    | Ibrahim Saidau Belarus       |

| Herrarnas brottning, grekisk-romersk stil | Guld                       | Silver                     | Brons                         | Brons                       |
| 59 kg Detaljer...                         | Ismael Borrero Kuba        | Shinobu Ota Japan          | Elmurat Tasmuradov Uzbekistan | Stig André Berge Norge      |
| 66 kg Detaljer...                         | Davor Štefanek Serbien     | Migran Arutyunyan Armenien | Shmagi Bolkvadze Georgien     | Rasul Chunayev Azerbajdzjan |
| 75 kg Detaljer...                         | Roman Vlasov Ryssland      | Mark Madsen Danmark        | Kim Hyeon-Woo Sydkorea        | Saeid Abdevali Iran         |
| 85 kg Detaljer...                         | Davit Tjakvetadze Ryssland | Zjan Belenjuk Ukraina      | Javid Hamzatau Belarus        | Denis Kudla Tyskland        |
| 98 kg Detaljer...                         | Artur Aleksanjan Armenien  | Yasmany Lugo Kuba          | Cenk İldem Turkiet            | Ghasem Rezaei Iran          |
| 130 kg Detaljer...                        | Mijaín López Kuba          | Rıza Kayaalp Turkiet       | Sabah Shariati Azerbajdzjan   | Sergej Semenov Ryssland     |

Denna tabell: visa • redigera

## Bågskytte
| Gren                             | Guld                                  | Silver                                             | Brons                                   |
| Damernas tävling Detaljer...     | Chang Hye-jin Sydkorea                | Lisa Unruh Tyskland                                | Ki Bo-bae Sydkorea                      |
| Damernas lagtävling Detaljer...  | Sydkorea                              | Ryssland                                           | Kinesiska Taipei                        |
| Damernas lagtävling Detaljer...  | Chang Hye-jin Choi Mi-sun Ki Bo-bae   | Tujana Dasjidorzjieva Ksenia Perova Inna Stepanova | Le Chien-ying Lin Shih-chia Tan Ya-ting |
| Herrarnas tävling Detaljer...    | Ku Bon-chan Sydkorea                  | Jean-Charles Valladont Frankrike                   | Brady Ellison USA                       |
| Herrarnas lagtävling Detaljer... | Sydkorea                              | USA                                                | Australien                              |
| Herrarnas lagtävling Detaljer... | Kim Woo-jin Ku Bon-chan Lee Seung-yun | Brady Ellison Zach Garrett Jake Kaminski           | Alec Potts Ryan Tyack Taylor Worth      |

Denna tabell: visa • redigera

## Cykelsport
| Bancykling                           | Guld                                                     | Silver                                                         | Brons                                                                |
| Damernas keirin Detaljer...          | Elis Ligtlee Nederländerna                               | Becky James Storbritannien                                     | Anna Meares Australien                                               |
| Damernas lagförföljelse Detaljer...  | Storbritannien                                           | USA                                                            | Kanada                                                               |
| Damernas lagförföljelse Detaljer...  | Katie Archibald Laura Trott Elinor Barker Joanna Rowsell | Sarah Hammer Kelly Catlin Chloe Dygert Jennifer Valente        | Allison Beveridge Jasmin Glaesser Laura Brown Georgia Simmerling     |
| Damernas lagsprint Detaljer...       | Kina                                                     | Ryssland                                                       | Tyskland                                                             |
| Damernas lagsprint Detaljer...       | Gong Jinjie Zhong Tianshi                                | Daria Sjmeljova Anastasia Vojnova                              | Kristina Vogel Miriam Welte                                          |
| Damernas omnium Detaljer...          | Laura Trott Storbritannien                               | Sarah Hammer USA                                               | Jolien D'Hoore Belgien                                               |
| Damernas sprint Detaljer...          | Kristina Vogel Tyskland                                  | Becky James Storbritannien                                     | Katy Marchant Storbritannien                                         |
| Herrarnas keirin Detaljer...         | Jason Kenny Storbritannien                               | Matthijs Büchli Nederländerna                                  | Azizulhasni Awang Malaysia                                           |
| Herrarnas lagförföljelse Detaljer... | Storbritannien                                           | Australien                                                     | Danmark                                                              |
| Herrarnas lagförföljelse Detaljer... | Edward Clancy Steven Burke Owain Doull Bradley Wiggins   | Alexander Edmondson Jack Bobridge Michael Hepburn Sam Welsford | Lasse Norman Hansen Niklas Larsen Frederik Madsen Casper von Folsach |
| Herrarnas lagsprint Detaljer...      | Storbritannien                                           | Nya Zeeland                                                    | Frankrike                                                            |
| Herrarnas lagsprint Detaljer...      | Philip Hindes Jason Kenny Callum Skinner                 | Edward Dawkins Ethan Mitchell Sam Webster                      | Grégory Baugé Michaël D'Almeida François Pervis                      |
| Herrarnas omnium Detaljer...         | Elia Viviani Italien                                     | Mark Cavendish Storbritannien                                  | Lasse Norman Hansen Danmark                                          |
| Herrarnas sprint Detaljer...         | Jason Kenny Storbritannien                               | Callum Skinner Storbritannien                                  | Denis Dmitrijev Ryssland                                             |

| BMX                       | Guld                   | Silver                         | Brons                       |
| Damernas BMX Detaljer...  | Mariana Pajón Colombia | Alise Post USA                 | Stefany Hernandez Venezuela |
| Herrarnas BMX Detaljer... | Connor Fields USA      | Jelle van Gorkom Nederländerna | Carlos Ramírez Colombia     |

| Landsvägscykling                | Guld                               | Silver                     | Brons                              |
| Damernas linjelopp Detaljer...  | Anna van der Breggen Nederländerna | Emma Johansson Sverige     | Elisa Longo Borghini Italien       |
| Damernas tempolopp Detaljer...  | Kristin Armstrong USA              | Olga Zabelinskaja Ryssland | Anna van der Breggen Nederländerna |
| Herrarnas linjelopp Detaljer... | Greg Van Avermaet‎ Belgien          | Jakob Fuglsang Danmark     | Rafał Majka Polen                  |
| Herrarnas tempolopp Detaljer... | Fabian Cancellara Schweiz          | Tom Dumoulin Nederländerna | Chris Froome Storbritannien        |

| Mountainbike                      | Guld                   | Silver                    | Brons                         |
| Damernas terränglopp Detaljer...  | Jenny Rissveds Sverige | Maja Włoszczowska Polen   | Catharine Pendrel Kanada      |
| Herrarnas terränglopp Detaljer... | Nino Schurter Schweiz  | Jaroslav Kulhavý Tjeckien | Carlos Coloma Nicolás Spanien |

Denna tabell: visa • redigera

## Fotboll
| Fotboll                         | Guld | Silver | Brons |
| Damernas turnering Detaljer...  | Tyskland | Sverige | Kanada |
| Damernas turnering Detaljer...  | Saskia Bartusiak Melanie Behringer Laura Benkarth Sara Däbritz Lena Goeßling Josephine Henning Svenja Huth Mandy Islacker Tabea Kemme Isabel Kerschowski Annike Krahn Melanie Leupolz Leonie Maier Dzsenifer Marozsán Anja Mittag Alexandra Popp Babett Peter Almuth Schult | Jonna Andersson Emilia Appelqvist Kosovare Asllani Emma Berglund Stina Blackstenius Hilda Carlén Lisa Dahlkvist Magdalena Ericsson Nilla Fischer Sofia Jakobsson Hedvig Lindahl Fridolina Rolfö Elin Rubensson Jessica Samuelsson Lotta Schelin Caroline Seger Linda Sembrant Olivia Schough | Janine Beckie Josée Bélanger Kadeisha Buchanan Allysha Chapman Sabrina D'Angelo Jessie Fleming Stephanie Labbé Ashley Lawrence Diana Matheson Nichelle Prince Rebecca Quinn Deanne Rose Sophie Schmidt Desiree Scott Christine Sinclair Melissa Tancredi Rhian Wilkinson Shelina Zadorsky |
| Herrarnas turnering Detaljer... | Brasilien | Tyskland | Nigeria |
| Herrarnas turnering Detaljer... | Weverton Zeca Rodrigo Caio Marquinhos Renato Augusto Douglas Santos Luan Rafinha Gabriel Neymar Gabriel Jesus Walace William Luan Garcia Rodrigo Dourado Thiago Maia Felipe Anderson Uilson                                                                                 | Timo Horn Jeremy Toljan Lukas Klostermann Matthias Ginter Niklas Süle Sven Bender Max Meyer Lars Bender Davie Selke Julian Brandt Jannik Huth Philipp Max Robert Bauer Max Christiansen Grischa Prömel Serge Gnabry Nils Petersen Eric Oelschlägel                                           | Daniel Akpeyi Muenfuh Sincere Kingsley Madu Shehu Abdullahi Saturday Erimuya William Troost-Ekong Aminu Umar Oghenekaro Etebo Imoh Ezekiel John Obi Mikel Junior Ajayi Popoola Saliu Umar Sadiq Azubuike Okechukwu Ndifreke Udo Stanley Amuzie Usman Mohammed Emmanuel Daniel             |

Denna tabell: visa • redigera

## Friidrott
| Damernas grenar                   | Guld                                                                                                  | Guld             | Silver | Silver           | Brons                                                                     | Brons        |
| 100 meter Detaljer...             | Elaine Thompson Jamaica                                                                               | 10,71            | Tori Bowie USA | 10,83            | Shelly-Ann Fraser-Pryce Jamaica                                           | 10,86 0SB0   |
| 200 meter Detaljer...             | Elaine Thompson Jamaica                                                                               | 21,78            | Dafne Schippers Nederländerna                                                                                              | 21,88            | Tori Bowie USA                                                            | 22,15        |
| 400 meter Detaljer...             | Shaunae Miller Bahamas                                                                                | 49,44            | Allyson Felix USA | 49,51            | Shericka Jackson Jamaica                                                  | 49,85        |
| 800 meter Detaljer...             | Caster Semenya Sydafrika                                                                              | 1.55,28 0NR0     | Francine Niyonsaba Burundi                                                                                                 | 1.56,49          | Margaret Wambui Kenya                                                     | 1.56,89 0PB0 |
| 10500 meter Detaljer...           | Faith Kipyegon Kenya                                                                                  | 4.08,92          | Genzebe Dibaba Etiopien | 4.10,27          | Jennifer Simpson USA                                                      | 4.10,53      |
| 50000 meter Detaljer...           | Vivian Cheruiyot Kenya                                                                                | 14.26,17 0OR0    | Hellen Onsando Obiri Kenya                                                                                                 | 14.29,77         | Almaz Ayana Etiopien                                                      | 14.33,59     |
| 100000 meter Detaljer...          | Almaz Ayana Etiopien                                                                                  | 29.17,45 0VR0    | Vivian Cheruiyot Kenya | 29.32,53 0NR0    | Tirunesh Dibaba Etiopien                                                  | 29.42,56     |
| Maraton Detaljer...               | Jemima Sumgong Kenya                                                                                  | 2:24.04          | Eunice Kirwa Bahrain | 2:24.13          | Mare Dibaba Etiopien                                                      | 2:24.30      |
| 4 × 100 meter stafett Detaljer... | USA                                                                                                   | 41,02            | Jamaica | 41,36            | Storbritannien                                                            | 41,77 0NR0   |
| 4 × 100 meter stafett Detaljer... | Tianna Bartoletta Allyson Felix English Gardner Tori Bowie Morolake Akinosun*                         | 41,02            | Christania Williams Elaine Thompson Veronica Campbell-Brown Shelly-Ann Fraser-Pryce Simone Facey* Sashalee Forbes*         | 41,36            | Asha Philip Desiree Henry Dina Asher-Smith Daryll Neita                   | 41,77 0NR0   |
| 4 × 400 meter stafett Detaljer... | USA                                                                                                   | 3.19,06 0SB0     | Jamaica | 3.20,34 0SB0     | Storbritannien                                                            | 3.25,88      |
| 4 × 400 meter stafett Detaljer... | Courtney Okolo Natasha Hastings Phyllis Francis Allyson Felix Taylor Ellis-Watson* Francena McCorory* | 3.19,06 0SB0     | Stephenie Ann McPherson Anneisha McLaughlin-Whilby Shericka Jackson Novlene Williams-Mills Christine Day* Chrisann Gordon* | 3.20,34 0SB0     | Eilidh Doyle Anyika Onuora Emily Diamond Christine Ohuruogu Kelly Massey* | 3.25,88      |
| 100 meter häck Detaljer...        | Brianna Rollins USA                                                                                   | 12,48            | Nia Ali USA | 12,59            | Kristi Castlin USA                                                        | 12,61        |
| 400 meter häck Detaljer...        | Dalilah Muhammad USA                                                                                  | 53,13            | Sara Petersen Danmark | 53,55 0NR0       | Ashley Spencer USA                                                        | 53,72        |
| 30000 meter hinder Detaljer...    | Ruth Jebet Bahrain                                                                                    | 8.59,75 0AR0     | Hyvin Jepkemoi Kenya | 9.07,12          | Emma Coburn USA                                                           | 9.07,63 0AR0 |
| 20 kilometer gång Detaljer...     | Liu Hong Kina                                                                                         | 1.28,35          | María Guadalupe González Mexiko                                                                                            | 1.28,37          | Lü Xiuzhi Kina                                                            | 1.28,42      |
| Höjdhopp Detaljer...              | Ruth Beitia Spanien                                                                                   | 1,97             | Mirela Demireva Bulgarien                                                                                                  | 1,97 0PB0        | Blanka Vlašić Kroatien                                                    | 1,97 0SB0    |
| Längdhopp Detaljer...             | Tianna Bartoletta USA                                                                                 | 7,17             | Brittney Reese USA | 7,15             | Ivana Španović Serbien                                                    | 7,08 0NR0    |
| Stavhopp Detaljer...              | Ekaterini Stefanidi Grekland                                                                          | 4,85             | Sandi Morris USA | 4,85             | Eliza McCartney Nya Zeeland                                               | 4,80 0NR0    |
| Tresteg Detaljer...               | Caterine Ibargüen Colombia                                                                            | 15,17            | Yulimar Rojas Venezuela | 14,98            | Olga Rypakova Kazakstan                                                   | 14,74        |
| Diskuskastning Detaljer...        | Sandra Perković Kroatien                                                                              | 69,21            | Mélina Robert-Michon Frankrike                                                                                             | 66,73 0NR0       | Denia Caballero Kuba                                                      | 65,34        |
| Kulstötning Detaljer...           | Michelle Carter USA                                                                                   | 20,63            | Valerie Adams Nya Zeeland                                                                                                  | 20,42            | Anita Márton Ungern                                                       | 19,87        |
| Släggkastning Detaljer...         | Anita Włodarczyk Polen                                                                                | 82,29 0VR0       | Zhang Wenxiu Kina | 76,75 0SB0       | Sophie Hitchon Storbritannien                                             | 74,54 0NR0   |
| Spjutkastning Detaljer...         | Sara Kolak Kroatien                                                                                   | 66,18 0NR0       | Sunette Viljoen Sydafrika                                                                                                  | 64,92            | Barbora Špotáková Tjeckien                                                | 64,80        |
| Sjukamp Detaljer...               | Nafissatou Thiam Belgien                                                                              | 60810 poäng 0AR0 | Jessica Ennis-Hill Storbritannien                                                                                          | 60775 poäng 0SB0 | Brianne Theisen-Eaton Kanada                                              | 60653 poäng  |

| Herrarnas grenar                  | Guld                                                                                    | Guld         | Silver                                                                      | Silver        | Brons                                                                             | Brons        |
| 100 meter Detaljer...             | Usain Bolt Jamaica                                                                      | 9,81         | Justin Gatlin USA                                                           | 9,89          | Andre De Grasse Kanada                                                            | 9,91         |
| 200 meter Detaljer...             | Usain Bolt Jamaica                                                                      | 19,78        | Andre De Grasse Kanada                                                      | 20,02         | Christophe Lemaitre Frankrike                                                     | 20,12        |
| 400 meter Detaljer...             | Wayde van Niekerk Sydafrika                                                             | 43,03 0VR0   | Kirani James Grenada                                                        | 43,76         | LaShawn Merritt USA                                                               | 43,85        |
| 800 meter Detaljer...             | David Rudisha Kenya                                                                     | 1.42,15      | Taoufik Makhloufi Algeriet                                                  | 1.42,61 0NR0  | Clayton Murphy USA                                                                | 1.42,85      |
| 10500 meter Detaljer...           | Matthew Centrowitz USA                                                                  | 3.50,00      | Taoufik Makhloufi Algeriet                                                  | 3.50,11       | Nicholas Willis Nya Zeeland                                                       | 3.50,24      |
| 50000 meter Detaljer...           | Mo Farah Storbritannien                                                                 | 13.03,30     | Paul Chelimo USA                                                            | 13.03,90 0PB0 | Hagos Gebrhiwet Etiopien                                                          | 13.04,35     |
| 100000 m Detaljer...              | Mo Farah Storbritannien                                                                 | 27.05,17     | Paul Tanui Kenya                                                            | 27.05,64 0SB0 | Tamirat Tola Etiopien                                                             | 27.06,26     |
| Maraton Detaljer...               | Eliud Kipchoge Kenya                                                                    | 2.08,44      | Feyisa Lilesa Etiopien                                                      | 2.09,54       | Galen Rupp USA                                                                    | 2.10,05 0PB0 |
| 4 × 100 meter stafett Detaljer... | Jamaica                                                                                 | 37,27        | Japan                                                                       | 37,60 0AR0    | Kanada                                                                            | 37,64 0NR0   |
| 4 × 100 meter stafett Detaljer... | Asafa Powell Yohan Blake Nickel Ashmeade Usain Bolt Jevaughn Minzie* Kemar Bailey-Cole* | 37,27        | Ryota Yamagata Shota Iizuka Yoshihide Kiryu Asuka Cambridge                 | 37,60 0AR0    | Akeem Haynes Aaron Brown Brendon Rodney Andre De Grasse Mobolade Ajomale*         | 37,64 0NR0   |
| 4 × 400 meter stafett Detaljer... | USA                                                                                     | 2.57,30 0SB0 | Jamaica                                                                     | 2.58,16 0SB0  | Bahamas                                                                           | 2.58,49 0SB0 |
| 4 × 400 meter stafett Detaljer... | Arman Hall Tony McQuay Gil Roberts LaShawn Merritt Kyle Clemons* David Verburg*         | 2.57,30 0SB0 | Peter Matthews Nathon Allen Fitzroy Dunkley Javon Francis Rusheen McDonald* | 2.58,16 0SB0  | Alonzo Russell Michael Mathieu Steven Gardiner Christopher Brown Stephen Newbold* | 2.58,49 0SB0 |
| 110 meter häck Detaljer...        | Omar McLeod Jamaica                                                                     | 13,05        | Orlando Ortega Spanien                                                      | 13,17         | Dimitri Bascou Frankrike                                                          | 13,24        |
| 400 meter häck Detaljer...        | Kerron Clement USA                                                                      | 47,73 0SB0   | Boniface Mucheru Tumuti Kenya                                               | 47,78 0NR0    | Yasmani Copello Turkiet                                                           | 47,92 0NR0   |
| 30000 meter hinder Detaljer...    | Conseslus Kipruto Kenya                                                                 | 8.03,28 0OR0 | Evan Jager USA                                                              | 8.04,28       | Mahiedine Mekhissi-Benabbad Frankrike                                             | 8.11,52      |
| 20 kilometer gång Detaljer...     | Wang Zhen Kina                                                                          | 1.19,14      | Cai Zelin Kina                                                              | 1.19,26       | Dane Bird-Smith Australien                                                        | 1.19,37      |
| 50 kilometer gång Detaljer...     | Matej Tóth Slovakien                                                                    | 3.40,58      | Jared Tallent Australien                                                    | 3.41,16       | Hirooki Arai Japan                                                                | 3.41,24      |
| Höjdhopp Detaljer...              | Derek Drouin Kanada                                                                     | 2,38         | Mutaz Essa Barshim Qatar                                                    | 2,36          | Bohdan Bondarenko Ukraina                                                         | 2,33         |
| Längdhopp Detaljer...             | Jeff Henderson USA                                                                      | 8,38 0SB0    | Luvo Manyonga Sydafrika                                                     | 8,37 0PB0     | Greg Rutherford Storbritannien                                                    | 8,29         |
| Stavhopp Detaljer...              | Thiago Braz da Silva Brasilien                                                          | 6,03 0AR0    | Renaud Lavillenie Frankrike                                                 | 5,98          | Sam Kendricks USA                                                                 | 5,85         |
| Tresteg Detaljer...               | Christian Taylor USA                                                                    | 17,86 0SB0   | Will Claye USA                                                              | 17,76 0PB0    | Dong Bin Kina                                                                     | 17,58 0PB0   |
| Diskuskastning Detaljer...        | Christoph Harting Tyskland                                                              | 68,37 0PB0   | Piotr Małachowski Polen                                                     | 67,55         | Daniel Jasinski Tyskland                                                          | 67,05        |
| Kulstötning Detaljer...           | Ryan Crouser USA                                                                        | 22,52 0OR0   | Joe Kovacs USA                                                              | 21,78         | Tomas Walsh Nya Zeeland                                                           | 21,39        |
| Släggkastning Detaljer...         | Dilshod Nazarov Tadzjikistan                                                            | 78,68        | Ivan Tsichan Belarus                                                        | 77,79         | Wojciech Nowicki Polen                                                            | 77,73        |
| Spjutkastning Detaljer...         | Thomas Röhler Tyskland                                                                  | 90,30        | Julius Yego Kenya                                                           | 88,24 0SB0    | Keshorn Walcott Trinidad och Tobago                                               | 85,38        |
| Tiokamp Detaljer...               | Ashton Eaton USA                                                                        | 8 893 0OR0   | Kévin Mayer Frankrike                                                       | 8 834 0NR0    | Damian Warner Kanada                                                              | 8 666        |

* = deltog i försöken och erhöll medalj.
Denna tabell: visa • redigera

## Fäktning
| Damernas fäktning              | Guld                                                               | Silver                                                       | Brons                                                           |
| Florett Detaljer...            | Inna Deriglazova Ryssland                                          | Elisa Di Francisca Italien                                   | Inès Boubakri Tunisien                                          |
| Sabel Detaljer...              | Jana Jegorjan Ryssland                                             | Sofja Velikaja Ryssland                                      | Olha Charlan Ukraina                                            |
| Lagtävling i sabel Detaljer... | Ryssland                                                           | Ukraina                                                      | USA                                                             |
| Lagtävling i sabel Detaljer... | Jekaterina Djatjenko Jana Jegorjan Julija Gavrilova Sofja Velikaja | Olha Charlan Alina Komasjtjuk Olena Kravatska Olena Voronina | Monica Aksamit Ibtihaj Muhammad Dagmara Wozniak Mariel Zagunis  |
| Värja Detaljer...              | Emese Szász Ungern                                                 | Rossella Fiamingo Italien                                    | Sun Yiwen Kina                                                  |
| Lagtävling i värja Detaljer... | Rumänien                                                           | Kina                                                         | Ryssland                                                        |
| Lagtävling i värja Detaljer... | Loredana Dinu Simona Gherman Simona Pop Ana Maria Popescu          | Hao Jialu Sun Yiwen Sun Yujie Xu Anqi                        | Olga Kotjneva Violetta Kolobova Tatjana Logunova‎ Ljubov Sjutova |

| Herrarnas fäktning               | Guld                                                             | Silver                                                            | Brons                                                                 |
| Florett Detaljer...              | Daniele Garozzo Italien                                          | Alexander Massialas USA                                           | Timur Safin Ryssland                                                  |
| Lagtävling i florett Detaljer... | Ryssland                                                         | Frankrike                                                         | USA                                                                   |
| Lagtävling i florett Detaljer... | Timur Safin Artur Achmatchuzin Aleksej Tjeremisinov              | Jérémy Cadot Enzo Lefort Erwan Le Péchoux Jean-Paul Tony Helissey | Miles Chamley-Watson Race Imboden Alexander Massialas Gerek Meinhardt |
| Sabel Detaljer...                | Áron Szilágyi Ungern                                             | Daryl Homer USA                                                   | Kim Jung-hwan Sydkorea                                                |
| Värja Detaljer...                | Park Sang-young Sydkorea                                         | Géza Imre Ungern                                                  | Gauthier Grumier Frankrike                                            |
| Lagtävling i värja Detaljer...   | Frankrike                                                        | Italien                                                           | Ungern                                                                |
| Lagtävling i värja Detaljer...   | Gauthier Grumier Yannick Borel Daniel Jérent Jean-Michel Lucenay | Enrico Garozzo Marco Fichera Paolo Pizzo Andrea Santarelli        | Gábor Boczkó Géza Imre András Rédli Péter Somfai                      |

Denna tabell: visa • redigera

## Golf
| Gren                          | Guld                       | Silver                 | Brons              |
| Damernas tävling Detaljer...  | Inbee Park Sydkorea        | Lydia Ko Nya Zeeland   | Shanshan Feng Kina |
| Herrarnas tävling Detaljer... | Justin Rose Storbritannien | Henrik Stenson Sverige | Matt Kuchar USA    |

Denna tabell: visa • redigera

## Gymnastik
Artistisk gymnastik
| Damernas grenar                  | Guld                                                                   | Silver                                                                             | Brons                                               |
| Barr Detaljer...                 | Alija Mustafina Ryssland                                               | Madison Kocian USA                                                                 | Sophie Scheder Tyskland                             |
| Bom Detaljer...                  | Sanne Wevers Nederländerna                                             | Laurie Hernandez USA                                                               | Simone Biles USA                                    |
| Fristående Detaljer...           | Simone Biles USA                                                       | Aly Raisman USA                                                                    | Amy Tinkler Storbritannien                          |
| Hopp Detaljer...                 | Simone Biles USA                                                       | Maria Paseka Ryssland                                                              | Giulia Steingruber Schweiz                          |
| Individuell mångkamp Detaljer... | Simone Biles USA                                                       | Aly Raisman USA                                                                    | Alija Mustafina Ryssland                            |
| Lagmångkamp Detaljer...          | USA                                                                    | Ryssland                                                                           | Kina                                                |
| Lagmångkamp Detaljer...          | Simone Biles Gabby Douglas Laurie Hernandez Madison Kocian Aly Raisman | Angelina Melnikova Alija Mustafina Marija Paseka Daria Spiridonova Seda Tutchaljan | Fan Yilin Mao Yi Shang Chunsong Tan Jiaxin Wang Yan |

| Herrarnas grenar                 | Guld                                                                | Silver                                                                            | Brons}                                                  |
| Barr Detaljer...                 | Oleg Vernjajev Ukraina                                              | Danell Leyva USA                                                                  | David Beljavskij Ryssland                               |
| Bygelhäst Detaljer...            | Max Whitlock Storbritannien                                         | Louis Smith Storbritannien                                                        | Alexander Naddour USA                                   |
| Fristående Detaljer...           | Max Whitlock Storbritannien                                         | Diego Hypólito Brasilien                                                          | Arthur Mariano Brasilien                                |
| Hopp Detaljer...                 | Ri Se-gwang Nordkorea                                               | Denis Abljazin Ryssland                                                           | Kenzō Shirai Japan                                      |
| Individuell mångkamp Detaljer... | Kōhei Uchimura Japan                                                | Oleg Vernjajev Ukraina                                                            | Max Whitlock Storbritannien                             |
| Lagmångkamp Detaljer...          | Japan                                                               | Ryssland                                                                          | Kina                                                    |
| Lagmångkamp Detaljer...          | Kenzō Shirai Yūsuke Tanaka Koji Yamamuro Kōhei Uchimura Ryōhei Katō | Denis Abljazin David Beljavskij Ivan Stretovitj Nikolai Kuksenkov Nikita Nagornyy | Deng Shudi Lin Chaopan Liu Yang You Hao Zhang Chenglong |
| Ringar Detaljer...               | Eleftherios Petrounias Grekland                                     | Arthur Zanetti Brasilien                                                          | Denis Abljazin Ryssland                                 |
| Räck Detaljer...                 | Fabian Hambüchen Tyskland                                           | Danell Leyva USA                                                                  | Nile Wilson Storbritannien                              |

Rytmisk gymnastik
| Damernas grenar                  | Guld                                                                                       | Silver                                                                       | Brons                                                                                                  |
| Individuell mångkamp Detaljer... | Margarita Mamun Ryssland                                                                   | Jana Kudrjavtseva Ryssland                                                   | Ganna Rizatdinova Ukraina                                                                              |
| Truppmångkamp Detaljer...        | Ryssland                                                                                   | Spanien                                                                      | Bulgarien                                                                                              |
| Truppmångkamp Detaljer...        | Vera Biriukova Anastasia Bliznjuk Anastasia Maksimova Anastasiia Tatareva Maria Tolkatjeva | Sandra Aguilar Artemi Gavezou Elena López Lourdes Mohedano Alejandra Quereda | Reneta Kamberova Lyubomira Kazanova Mihaela Maevska-Velichkova Tsvetelina Naydenova Hristiana Todorova |

Trampolin
| Gren                            | Guld                         | Silver                     | Brons        |
| Damernas trampolin Detaljer...  | Rosannagh MacLennan Kanada   | Bryony Page Storbritannien | Li Dan Kina  |
| Herrarnas trampolin Detaljer... | Uladzislau Hancharou Belarus | Dong Dong Kina             | Gao Lei Kina |

Denna tabell: visa • redigera

## Handboll
| Handboll                        | Guld | Silver | Brons |
| Damernas turnering Detaljer...  | Ryssland | Frankrike | Norge |
| Damernas turnering Detaljer...  | Anna Sedojkina Polina Kuznetsova Darja Dmitrijeva Anna Sen Olga Akopjan Anna Vjachireva Marina Sudakova Vladlena Bobrovnikova Viktorija Zjilinskajte Jekaterina Marennikova Irina Bliznova Jekaterina Ilina Maja Petrova Tatjana Jerochina Victorija Kalinina | Laura Glauser Camille Ayglon Allison Pineau Laurisa Landre Grace Zaadi Marie Prouvensier Amandine Leynaud Manon Houette Siraba Dembélé Chloé Bulleux Tamara Horacek Béatrice Edwige Estelle Nze Minko Gnonsiane Niombla Alexandra Lacrabère | Kari Aalvik Grimsbø Mari Molid Emilie Hegh Arntzen Veronica Kristiansen Ida Alstad Heidi Løke Nora Mørk Stine Bredal Oftedal Marit Malm Frafjord Katrine Lunde Linn-Kristin Riegelhuth Koren Amanda Kurtović Camilla Herrem Sanna Solberg-Isaksen |
| Herrarnas turnering Detaljer... | Danmark | Frankrike | Tyskland |
| Herrarnas turnering Detaljer... | Niklas Landin Jacobsen Mads Christiansen Mads Mensah Larsen Casper Ulrich Mortensen Jesper Nøddesbo Jannick Green Lasse Svan Hansen Rene Toft Hansen Henrik Møllgaard Kasper Søndergaard Henrik Toft Hansen Mikkel Hansen Morten Olsen Michael Damgaard       | Olivier Nyokas Daniel Narcisse Vincent Gérard Nikola Karabatic Kentin Mahé Mathieu Grébille Thierry Omeyer Timothey N'Guessan Luc Abalo Cedric Sorhaindo Michael Guigou Luka Karabatic Ludovic Fabregas Adrien Dipanda Valentin Porte       | Uwe Gensheimer Finn Lemke Patrick Wiencek Tobias Reichmann Fabian Wiede Silvio Heinevetter Hendrik Pekeler Steffen Weinhold Martin Strobel Steffen Fäth Kai Häfner Andreas Wolff Julius Kühn Christian Dissinger Paul Drux                        |

Denna tabell: visa • redigera

## Judo
| Damernas judo               | Guld                     | Silver                          | Brons                       | Brons                               |
| Extra lättvikt Detaljer...  | Paula Pareto Argentina   | Jeong Bo-kyeong Sydkorea        | Ami Kondo Japan             | Galbadrachyn Otgontsetseg Kazakstan |
| Halv lättvikt Detaljer...   | Majlinda Kelmendi Kosovo | Odette Giuffrida Italien        | Misato Nakamura Japan       | Natalia Kuziutina Ryssland          |
| Lättvikt Detaljer...        | Rafaela Silva Brasilien  | Dorjsürengiin Sumiyaa Mongoliet | Telma Monteiro Portugal     | Kaori Matsumoto Japan               |
| Halv mellanvikt Detaljer... | Tina Trstenjak Slovenien | Clarisse Agbegnenou Frankrike   | Yarden Gerbi Israel         | Anicka van Emden Nederländerna      |
| Mellanvikt Detaljer...      | Haruka Tachimoto Japan   | Yuri Alvear Colombia            | Sally Conway Storbritannien | Laura Vargas Koch Tyskland          |
| Halv tungvikt Detaljer...   | Kayla Harrison USA       | Audrey Tcheuméo Frankrike       | Mayra Aguiar Brasilien      | Anamari Velenšek Slovenien          |
| Tungvikt Detaljer...        | Émilie Andéol Frankrike  | Idalys Ortíz Kuba               | Kanae Yamabe Japan          | Yu Song Kina                        |

| Herrarnas judo              | Guld                         | Silver                       | Brons                             | Brons                        |
| Extra lättvikt Detaljer...  | Beslan Mudranov Ryssland     | Jeldos Smetov Kazakstan      | Naohisa Takato Japan              | Diyorbek Urozboev Uzbekistan |
| Halv lättvikt Detaljer...   | Fabio Basile Italien         | An Ba-ul Sydkorea            | Risjod Sobirov Uzbekistan         | Masashi Ebinuma Japan        |
| Lättvikt Detaljer...        | Shohei Ono Japan             | Rustam Orujov Azerbajdzjan   | Lasja Sjavdatuasjvili Georgien    | Dirk van Tichelt Belgien     |
| Halv mellanvikt Detaljer... | Chasan Chalmurzajev Ryssland | Travis Stevens USA           | Sergiu Toma Förenade Arabemiraten | Takanori Nagase Japan        |
| Mellanvikt Detaljer...      | Mashu Baker Japan            | Varlam Liparteliani Georgien | Gwak Dong-han Sydkorea            | Cheng Xunzhao Kina           |
| Halv tungvikt Detaljer...   | Lukáš Krpálek Tjeckien       | Elmar Gasimov Azerbajdzjan   | Cyrille Maret Frankrike           | Ryunosuke Haga Japan         |
| Tungvikt Detaljer...        | Teddy Riner Frankrike        | Hisayoshi Harasawa Japan     | Rafael Silva Brasilien            | Or Sasson Israel             |

Denna tabell: visa • redigera

## Kanotsport
| Sprint                           | Guld                                                                | Silver                                                                  | Brons                                                                          |
| Damernas K-1 200 m Detaljer...   | Lisa Carrington Nya Zeeland                                         | Marta Walczykiewicz Polen                                               | Inna Osypenko-Radomska Azerbajdzjan                                            |
| Damernas K-1 500 m Detaljer...   | Danuta Kozák Ungern                                                 | Emma Jørgensen Danmark                                                  | Lisa Carrington Nya Zeeland                                                    |
| Damernas K-2 500 m Detaljer...   | Gabriella Szabó, Danuta Kozák Ungern                                | Franziska Weber, Tina Dietze Tyskland                                   | Karolina Naja, Beata Mikołajczyk Polen                                         |
| Damernas K-4 500 m Detaljer...   | Ungern Gabriella Szabó Danuta Kozák Tamara Csipes Krisztina Fazekas | Tyskland Sabrina Hering Franziska Weber Steffi Kriegerstein Tina Dietze | Belarus Marharyta Machneva Nadzeja Liapesjka Volha Chudzenka Maryna Litvintjuk |
| Herrarnas C-1 200 m Detaljer...  | Jurij Tjeban Ukraina                                                | Valentin Demyanenko Azerbajdzjan                                        | Isaquias Queiroz Brasilien                                                     |
| Herrarnas C-1 1000 m Detaljer... | Sebastian Brendel Tyskland                                          | Isaquias Queiroz Brasilien                                              | Ilja Sjtokalov Ryssland                                                        |
| Herrarnas C-2 1000 m Detaljer... | Sebastian Brendel, Jan Vandrey Tyskland                             | Isaquias Queiroz, Erlon Silva Brasilien                                 | Dmytro Iantjuk, Taras Misjtjuk Ukraina                                         |
| Herrarnas K-1 200 m Detaljer...  | Liam Heath Storbritannien                                           | Maxime Beaumont Frankrike                                               | Saúl Craviotto Spanien Ronald Rauhe Tyskland                                   |
| Herrarnas K-1 1000 m Detaljer... | Marcus Walz Spanien                                                 | Josef Dostál Tjeckien                                                   | Roman Anosjkin Ryssland                                                        |
| Herrarnas K-2 200 m Detaljer...  | Saúl Craviotto, Cristian Toro Spanien                               | Liam Heath, Jon Schofield Storbritannien                                | Aurimas Lankas, Edvinas Ramanauskas Litauen                                    |
| Herrarnas K-2 1000 m Detaljer... | Max Rendschmidt, Marcus Gross Tyskland                              | Marko Tomićević, Milenko Zorić Serbien                                  | Ken Wallace, Lachlan Tame Australien                                           |
| Herrarnas K-4 1000 m Detaljer... | Tyskland Max Rendschmidt Tom Liebscher Max Hoff Marcus Gross        | Slovakien Denis Myšák Erik Vlček Juraj Tarr Tibor Linka                 | Tjeckien Daniel Havel Lukáš Trefil Josef Dostál Jan Štěrba                     |

| Slalom                    | Guld                                      | Silver                                          | Brons                                     |
| Damernas K-1 Detaljer...  | Maialen Chourraut Spanien                 | Luuka Jones Nya Zeeland                         | Jessica Fox Australien                    |
| Herrarnas K-1 Detaljer... | Joseph Clarke Storbritannien              | Peter Kauzer Slovenien                          | Jiří Prskavec Tjeckien                    |
| Herrarnas C-1 Detaljer... | Denis Gargaud Chanut Frankrike            | Matej Beňuš Slovakien                           | Takuya Haneda Japan                       |
| Herrarnas C-2 Detaljer... | Ladislav Škantár, Peter Škantár Slovakien | David Florence, Richard Hounslow Storbritannien | Gauthier Klauss, Matthieu Péché Frankrike |

Denna tabell: visa • redigera

## Konstsim
| Gren | Guld                                                                                               | Silver | Brons                            |
| Damernas duett Detaljer... | Natalja Isjtjenko, Svetlana Romasjina Ryssland                                                     | Huang Xuechen, Sun Wenyan Kina                                                                                         | Yukiko Inui, Risako Mitsui Japan |
| Damernas lagtävling Detaljer... | Ryssland                                                                                           | Kina | Japan                            |
| Vlada Tjigireva Natalja Isjtjenko Svetlana Kolesnitjenko Aleksandra Patskevitj Svetlana Romasjina Alla Sjisjkina Maria Sjurotjkina Gelena Topilina Elena Prokofjeva | Gu Xiao Guo Li Li Xiaolu Liang Xinping Sun Wenyan Tang Mengni Yin Chengxin Zeng Zhen Huang Xuechen | Aika Hakoyama Yukiko Inui Kei Marumo Risako Mitsui Kanami Nakamaki Mai Nakamura Kano Omata Kurumi Yoshida Aiko Hayashi |                                  |

Denna tabell: visa • redigera

## Landhockey
| Landhockey                      | Guld | Silver | Brons |
| Damernas turnering Detaljer...  | Storbritannien | Nederländerna | Tyskland |
| Damernas turnering Detaljer...  | Maddie Hinch Laura Unsworth Crista Cullen Hannah Macleod Georgie Twigg Helen Richardson-Walsh Susannah Townsend Kate Richardson-Walsh Sam Quek Alex Danson Giselle Ansley Sophie Bray Hollie Webb Shona McCallin Lily Owsley Nicola White            | Joyce Sombroek Xan de Waard Kitty van Male Laurien Leurink Willemijn Bos Marloes Keetels Carlien Dirkse van den Heuvel Kelly Jonker Maria Verschoor Lidewij Welten Caia van Maasakker Maartje Paumen Naomi van As Ellen Hoog Margot van Geffen Eva de Goede      | Nike Lorenz Selin Oruz Anne Schröder Lisa Schütze Charlotte Stapenhorst Katharina Otte Janne Müller-Wieland Hannah Krüger Jana Teschke Lisa Altenburg Franzisca Hauke Cécile Pieper Marie Mävers Annika Sprink Julia Müller Pia-Sophie Oldhafer Kristina Reynolds |
| Herrarnas turnering Detaljer... | Argentina | Belgien | Tyskland |
| Herrarnas turnering Detaljer... | Juan Manuel Vivaldi Gonzalo Peillat Juan Ignacio Gilardi Facundo Callioni Lucas Rey Matías Paredes Joaquín Menini Lucas Vila Ignacio Ortiz Juan Martín López Juan Manuel Saladino Matías Rey Manuel Brunet Agustín Mazzilli Lucas Rossi Pedro Ibarra | Arthur Van Doren John-John Dohmen Florent van Aubel Sebastien Dockier Cédric Charlier Gauthier Boccard Emmanuel Stockbroekx Thomas Briels Felix Denayer Vincent Vanasch Simon Gougnard Loïck Luypaert Tom Boon Jérôme Truyens Elliot Van Strydonck Tanguy Cosyns | Nicolas Jacobi Mathias Müller Linus Butt Martin Häner Moritz Trompertz Mats Grambusch Christopher Wesley Timm Herzbruch Tobias Hauke Tom Grambusch Christopher Rühr Martin Zwicker Moritz Fürste Florian Fuchs Timur Oruz Niklas Wellen                           |

Denna tabell: visa • redigera

## Modern femkamp
| Gren                          | Guld                      | Silver                     | Brons                                   |
| Damernas femkamp Detaljer...  | Chloe Esposito Australien | Élodie Clouvel Frankrike   | Oktawia Nowacka Polen                   |
| Herrarnas femkamp Detaljer... | Aleksander Lesun Ryssland | Pavlo Tymosjtjenko Ukraina | Ismael Marcelo Hernandez Uscanga Mexiko |

Denna tabell: visa • redigera

## Ridsport
| Gren                                | Guld                                                                        | Silver                                                      | Brons                                                                       |
| Individuell dressyr Detaljer...     | Charlotte Dujardin Storbritannien                                           | Isabell Werth Tyskland                                      | Kristina Bröring-Sprehe Tyskland                                            |
| Lagtävling i dressyr Detaljer...    | Tyskland                                                                    | Storbritannien                                              | USA                                                                         |
| Lagtävling i dressyr Detaljer...    | Sönke Rothenberger Dorothee Schneider Kristina Bröring-Sprehe Isabell Werth | Spencer Wilton Fiona Bigwood Carl Hester Charlotte Dujardin | Allison Brock Kasey Perry Steffen Peters Laura Graves                       |
| Individuell fälttävlan Detaljer...  | Michael Jung Tyskland                                                       | Astier Nicolas Frankrike                                    | Phillip Dutton USA                                                          |
| Lagtävling i fälttävlan Detaljer... | Frankrike                                                                   | Tyskland                                                    | Australien                                                                  |
| Lagtävling i fälttävlan Detaljer... | Karim Laghouag Thibaut Vallette Mathieu Lemoine Astier Nicolas              | Julia Krajewski Sandra Auffarth Ingrid Klimke Michael Jung  | Shane Rose Stuart Tinney Sam Griffiths Christopher Burton                   |
| Individuell hoppning Detaljer...    | Nick Skelton Storbritannien                                                 | Peder Fredricson Sverige                                    | Eric Lamaze Kanada                                                          |
| Lagtävling i hoppning Detaljer...   | Frankrike                                                                   | USA                                                         | Tyskland                                                                    |
| Lagtävling i hoppning Detaljer...   | Philippe Rozier Kevin Staut Roger-Yves Bost Pénélope Leprevost              | Kent Farrington Lucy Davis McLain Ward Elizabeth Madden     | Christian Ahlmann Meredith Michaels-Beerbaum Daniel Deusser Ludger Beerbaum |

Denna tabell: visa • redigera

## Rodd
| Damernas rodd                        | Guld | Silver | Brons |
| Singelsculler Detaljer...            | Kim Brennan Australien | Gevvie Stone USA | Duan Jingli Kina |
| Dubbelsculler Detaljer...            | Magdalena Fularczyk, Natalia Madaj Polen                                                                                        | Victoria Thornley, Katherine Grainger Storbritannien                                                                             | Donata Vištartaitė, Milda Valčiukaitė Litauen                                                                                         |
| Dubbelsculler (lättvikt) Detaljer... | Ilse Paulis, Maaike Head Nederländerna                                                                                          | Lindsay Jennerich, Patricia Obee Kanada                                                                                          | Huang Wenyi, Pan Feihong Kina |
| Scullerfyra Detaljer...              | Tyskland | Nederländerna | Polen |
| Scullerfyra Detaljer...              | Annekatrin Thiele Carina Bär Julia Lier Lisa Schmidla                                                                           | Chantal Achterberg Nicole Beukers Inge Janssen Carline Bouw                                                                      | Maria Springwald Joanna Leszczyńska Agnieszka Kobus Monika Ciaciuch                                                                   |
| Tvåa utan styrman Detaljer...        | Helen Glover, Heather Stanning Storbritannien                                                                                   | Genevieve Behrent, Rebecca Scown Nya Zeeland                                                                                     | Hedvig Rasmussen, Anne Andersen Danmark                                                                                               |
| Åtta med styrman Detaljer...         | USA | Storbritannien | Rumänien |
| Åtta med styrman Detaljer...         | Emily Regan Kerry Simmonds Amanda Polk Lauren Schmetterling Tessa Gobbo Meghan Musnicki Elle Logan Amanda Elmore Katelin Snyder | Katie Greves Melanie Wilson Frances Houghton Polly Swann Jessica Eddie Olivia Carnegie-Brown Karen Bennett Zoe Lee Zoe De Toledo | Roxana Cogianu Ioana Strungaru Milhaela Petrilă Iuliana Popa Mădălina Beres Laura Oprea Adelina Boguș Andreea Boghian Daniela Druncea |

| Herrarnas rodd                           | Guld | Silver | Brons |
| Singelsculler Detaljer...                | Mahé Drysdale Nya Zeeland                                                                                                   | Damir Martin Kroatien | Ondřej Synek Tjeckien |
| Dubbelsculler Detaljer...                | Martin Sinković, Valent Sinković Kroatien                                                                                   | Mindaugas Griškonis, Saulius Ritter Litauen                                                                                                 | Kjetil Borch, Olaf Tufte Norge |
| Dubbelsculler (lättvikt) Detaljer...     | Pierre Houin, Jérémie Azou Frankrike                                                                                        | Gary O'Donovan, Paul O'Donovan Irland | Kristoffer Brun, Are Strandli Norge |
| Scullerfyra Detaljer...                  | Tyskland | Australien | Estland |
| Scullerfyra Detaljer...                  | Philipp Wende Lauritz Schoof Karl Schulze Hans Gruhne                                                                       | Karsten Forsterling Alexander Belonogoff Cameron Girdlestone James McRae                                                                    | Andrei Jämsä Allar Raja Tõnu Endrekson Kaspar Taimsoo                                                                                    |
| Tvåa utan styrman Detaljer...            | Eric Murray, Hamish Bond Nya Zeeland                                                                                        | Lawrence Brittain, Shaun Keeling Sydafrika                                                                                                  | Marco Di Costanzo, Giovanni Abagnale Italien                                                                                             |
| Fyra utan styrman Detaljer...            | Storbritannien | Australien | Italien |
| Fyra utan styrman Detaljer...            | Alex Gregory Mohamed Sbihi George Nash Constantine Louloudis                                                                | William Lockwood Joshua Dunkley-Smith Josh Booth Alexander Hill                                                                             | Domenico Montrone Matteo Castaldo Matteo Lodo Giuseppe Vicino                                                                            |
| Fyra utan styrman (lättvikt) Detaljer... | Schweiz | Danmark | Frankrike |
| Fyra utan styrman (lättvikt) Detaljer... | Lucas Tramèr Simon Schürch Simon Niepmann Mario Gyr                                                                         | Jacob Barsøe Jacob Larsen Kasper Winther Jørgensen Morten Jørgensen                                                                         | Franck Solforosi Thomas Baroukh Guillaume Raineau Thibault Colard                                                                        |
| Åtta med styrman Detaljer...             | Storbritannien | Tyskland | Nederländerna |
| Åtta med styrman Detaljer...             | Paul Bennett Scott Durant Matt Gotrel Matthew Langridge Tom Ransley Pete Reed William Satch Andrew Triggs-Hodge Phelan Hill | Maximilian Munski Malte Jakschik Andreas Kuffner Eric Johannesen Maximilian Reinelt Felix Drahotta Richard Schmidt Hannes Ocik Martin Sauer | Kaj Hendriks Robert Lücken Boaz Meylink Boudewijn Roell Olivier Siegelaar Dirk Uittenboogaard Mechiel Versluis Tone Wieten Peter Wiersum |

Denna tabell: visa • redigera

## Rugby
| Gren                            | Guld | Silver | Brons |
| Damernas turnering Detaljer...  | Australien | Nya Zeeland | Kanada |
| Damernas turnering Detaljer...  | Nicole Beck Charlotte Caslick Emilee Cherry Chloe Dalton Gemma Etheridge Ellia Green Shannon Parry Evania Pelite Alicia Quirk Emma Tonegato Amy Turner Sharni Williams                 | Shakira Baker Kelly Brazier Gayle Broughton Theresa Fitzpatrick Sarah Goss Huriana Manuel Kayla McAlister Tyla Nathan-Wong Terina Te Tamaki Ruby Tui Niall Williams Portia Woodman | Brittany Benn Hannah Darling Bianca Farella Jen Kish Ghislaine Landry Megan Lukan Kayla Moleschi Karen Paquin Kelly Russell Ashley Steacy Natasha Watcham-Roy Charity Williams |
| Herrarnas turnering Detaljer... | Fiji | Storbritannien | Sydafrika |
| Herrarnas turnering Detaljer... | Apisai Domolailai Jasa Veremalua Semi Kunatani Viliame Mata Leone Nakarawa Kitione Taliga Osea Kolinisau Josua Tuisova Jerry Tuwai Samisoni Nasagavesi Savenaca Rawaca Vatemo Ravouvou | Mark Robertson Ruaridh McConnochie Phil Burgess Dan Norton James Rodwell Tom Mitchell Dan Bibby James Davies Ollie Lindsay-Hague Sam Cross Marcus Watson Mark Bennett              | Dylan Sage Philip Snyman Tim Agaba Kwagga Smith Werner Kok Kyle Brown Cheslin Kolbe Roscko Speckman Justin Geduld Cecil Afrika Seabelo Senatla Juan de Jongh                   |

Denna tabell: visa • redigera

## Segling
| Gren                              | Guld                                              | Silver                                     | Brons                                          |
| Damernas RS:X Detaljer...         | Charline Picon Frankrike                          | Chen Peina Kina                            | Stefania Elfutina Ryssland                     |
| Damernas Laser Radial Detaljer... | Marit Bouwmeester Nederländerna                   | Annalise Murphy Irland                     | Anne-Marie Rindom Danmark                      |
| Damernas 470 Detaljer...          | Hannah Mills, Saskia Clark Storbritannien         | Jo Aleh, Olivia Powrie Nya Zeeland         | Camille Lecointre, Hélène Defrance Frankrike   |
| Damernas 49er FX Detaljer...      | Martine Grael, Kahena Kunze Brasilien             | Alex Maloney, Molly Meech Nya Zeeland      | Jena Mai Hansen, Katja Salskov-Iversen Danmark |
| Herrarnas RS:X Detaljer...        | Dorian van Rijsselberghe Nederländerna            | Nick Dempsey Storbritannien                | Pierre Le Coq Frankrike                        |
| Herrarnas Laser Detaljer...       | Tom Burton Australien                             | Tonči Stipanović Kroatien                  | Sam Meech Nya Zeeland                          |
| Herrarnas 470 Detaljer...         | Šime Fantela, Igor Marenić Kroatien               | Mathew Belcher, William Ryan Australien    | Panagiotis Mantis, Pavlos Kagialis Grekland    |
| Herrarnas 49er Detaljer...        | Peter Burling, Blair Tuke Nya Zeeland             | Nathan Outteridge, Iain Jensen Australien  | Erik Heil, Thomas Plößel Tyskland              |
| Herrarnas Finnjolle Detaljer...   | Giles Scott Storbritannien                        | Vasilij Žbogar Slovenien                   | Caleb Paine USA                                |
| Mixat Nacra 17 Detaljer...        | Santiago Lange, Cecilia Carranza Saroli Argentina | Jason Waterhouse, Lisa Darmanin Australien | Thomas Zajac, Tanja Frank Österrike            |

Denna tabell: visa • redigera

## Simhopp
| Damernas simhopp                  | Guld                         | Silver                                      | Brons                                      |
| Svikt Detaljer...                 | Shi Tingmao Kina             | He Zi Kina                                  | Tania Cagnotto Italien                     |
| Höga hopp Detaljer...             | Ren Qian Kina                | Si Yajie Kina                               | Meaghan Benfeito Kanada                    |
| Parhoppning svikt Detaljer...     | Shi Tingmao, Wu Minxia Kina  | Tania Cagnotto, Francesca Dallapé Italien   | Maddison Keeney, Anabelle Smith Australien |
| Parhoppning höga hopp Detaljer... | Chen Ruolin, Liu Huixia Kina | Cheong Jun Hoong, Pandelela Rinong Malaysia | Meaghan Benfeito, Roseline Filion Kanada   |

| Herrarnas simhopp                 | Guld                                     | Silver                           | Brons                                       |
| Svikt Detaljer...                 | Cao Yuan Kina                            | Jack Laugher Storbritannien      | Patrick Hausding Tyskland                   |
| Höga hopp Detaljer...             | Chen Aisen Kina                          | Germán Sánchez Mexiko            | David Boudia USA                            |
| Parhoppning svikt Detaljer...     | Chris Mears, Jack Laugher Storbritannien | Sam Dorman, Michael Hixon USA    | Cao Yuan, Qin Kai Kina                      |
| Parhoppning höga hopp Detaljer... | Chen Aisen, Lin Yue Kina                 | David Boudia, Steele Johnson USA | Tom Daley, Daniel Goodfellow Storbritannien |

Denna tabell: visa • redigera

## Simning
| Damernas simning                 | Guld | Silver                                                                                                 | Brons                                                                                     |
| 50 m frisim Detaljer...          | Pernille Blume Danmark                                                                                           | Simone Manuel USA                                                                                      | Aljaksandra Herasimenja Belarus                                                           |
| 100 m frisim Detaljer...         | Simone Manuel USA Penny Oleksiak Kanada                                                                          | — | Sarah Sjöström Sverige                                                                    |
| 200 m frisim Detaljer...         | Katie Ledecky USA                                                                                                | Sarah Sjöström Sverige                                                                                 | Emma McKeon Australien                                                                    |
| 400 m frisim Detaljer...         | Katie Ledecky USA                                                                                                | Jazmin Carlin Storbritannien                                                                           | Leah Smith USA                                                                            |
| 800 m frisim Detaljer...         | Katie Ledecky USA                                                                                                | Jazmin Carlin Storbritannien                                                                           | Boglárka Kapás Ungern                                                                     |
| 100 m bröstsim Detaljer...       | Lilly King USA                                                                                                   | Julija Jefimova Ryssland                                                                               | Katie Meili USA                                                                           |
| 200 m bröstsim Detaljer...       | Rie Kaneto Japan                                                                                                 | Julija Jefimova Ryssland                                                                               | Shi Jinglin Kina                                                                          |
| 100 m ryggsim Detaljer...        | Katinka Hosszú Ungern                                                                                            | Kathleen Baker USA                                                                                     | Kylie Masse Kanada Fu Yuanhui Kina                                                        |
| 200 m ryggsim Detaljer...        | Maya DiRado USA                                                                                                  | Katinka Hosszú Ungern                                                                                  | Hilary Caldwell Kanada                                                                    |
| 100 m fjärilsim Detaljer...      | Sarah Sjöström Sverige                                                                                           | Penny Oleksiak Kanada                                                                                  | Dana Vollmer USA                                                                          |
| 200 m fjärilsim Detaljer...      | Mireia Belmonte Spanien                                                                                          | Madeline Groves Australien                                                                             | Natsumi Hoshi Japan                                                                       |
| 200 m medley Detaljer...         | Katinka Hosszú Ungern                                                                                            | Siobhan-Marie O'Connor Storbritannien                                                                  | Maya DiRado USA                                                                           |
| 400 m medley Detaljer...         | Katinka Hosszú Ungern                                                                                            | Maya DiRado USA                                                                                        | Mireia Belmonte Spanien                                                                   |
| 4 × 100 m frisim Detaljer...     | Australien | USA | Kanada                                                                                    |
| 4 × 100 m frisim Detaljer...     | Emma McKeon Brittany Elmslie Bronte Campbell Cate Campbell Madison Wilson*                                       | Simone Manuel Abbey Weitzeil Dana Vollmer Katie Ledecky Amanda Weir* Lia Neal* Allison Schmitt*        | Sandrine Mainville Chantal Van Landeghem Taylor Ruck Penny Oleksiak Michelle Williams*    |
| 4 × 200 m frisim Detaljer...     | USA | Australien                                                                                             | Kanada                                                                                    |
| 4 × 200 m frisim Detaljer...     | Allison Schmitt Leah Smith Maya DiRado Katie Ledecky Missy Franklin* Melanie Margalis* Cierra Runge*             | Leah Neale Emma McKeon Bronte Barratt Tamsin Cook Jessica Ashwood*                                     | Katerine Savard Taylor Ruck Brittany MacLean Penny Oleksiak Kennedy Goss* Emily Overholt* |
| 4 × 100 meter medley Detaljer... | USA | Australien                                                                                             | Danmark                                                                                   |
| 4 × 100 meter medley Detaljer... | Kathleen Baker Lilly King Dana Vollmer Simone Manuel Olivia Smoliga* Katie Meili* Kelsi Worrell* Abbey Weitzeil* | Emily Seebohm Taylor McKeown Emma McKeon Cate Campbell Madison Wilson Madeline Groves Brittany Elmslie | Mie Østergaard Nielsen Rikke Møller Pedersen Jeanette Ottesen Pernille Blume              |
| 10 km maraton Detaljer...        | Sharon van Rouwendaal Nederländerna                                                                              | Rachele Bruni Italien                                                                                  | Poliana Okimoto Brasilien                                                                 |

| Herrarnas simning            | Guld | Silver                                                                                       | Brons                                                                     |
| 50 m frisim Detaljer...      | Anthony Ervin USA                                                                                              | Florent Manaudou Frankrike                                                                   | Nathan Adrian USA                                                         |
| 100 m frisim Detaljer...     | Kyle Chalmers Australien                                                                                       | Pieter Timmers Belgien                                                                       | Nathan Adrian USA                                                         |
| 200 m frisim Detaljer...     | Sun Yang Kina                                                                                                  | Chad le Clos Sydafrika                                                                       | Conor Dwyer USA                                                           |
| 400 m frisim Detaljer...     | Mack Horton Australien                                                                                         | Sun Yang Kina                                                                                | Gabriele Detti Italien                                                    |
| 1500 m frisim Detaljer...    | Gregorio Paltrinieri Italien                                                                                   | Connor Jaeger USA                                                                            | Gabriele Detti Italien                                                    |
| 100 m bröstsim Detaljer...   | Adam Peaty Storbritannien                                                                                      | Cameron van der Burgh Sydafrika                                                              | Cody Miller USA                                                           |
| 200 m bröstsim Detaljer...   | Dmitrij Balandin Kazakstan                                                                                     | Josh Prenot USA                                                                              | Anton Tjupkov Ryssland                                                    |
| 100 m ryggsim Detaljer...    | Ryan Murphy USA                                                                                                | Xu Jiayu Kina                                                                                | David Plummer USA                                                         |
| 200 m ryggsim Detaljer...    | Ryan Murphy USA                                                                                                | Mitch Larkin Australien                                                                      | Jevgenij Rylov Ryssland                                                   |
| 100 m fjärilsim Detaljer...  | Joseph Schooling Singapore                                                                                     | Michael Phelps USA Chad le Clos Sydafrika László Cseh Ungern                                 | i.u.                                                                      |
| 200 m fjärilsim Detaljer...  | Michael Phelps USA                                                                                             | Masato Sakai Japan                                                                           | Tamás Kenderesi Ungern                                                    |
| 200 m medley Detaljer...     | Michael Phelps USA                                                                                             | Kosuke Hagino Japan                                                                          | Wang Shun Kina                                                            |
| 400 m medley Detaljer...     | Kosuke Hagino Japan                                                                                            | Chase Kalisz USA                                                                             | Daiya Seto Japan                                                          |
| 4 × 100 m frisim Detaljer... | USA | Frankrike                                                                                    | Australien                                                                |
| 4 × 100 m frisim Detaljer... | Caeleb Dressel Michael Phelps Ryan Held Nathan Adrian Jimmy Feigen* Blake Pieroni* Anthony Irvin*              | Mehdy Metella Fabien Gilot Florent Manaudou Jérémy Stravius Clément Mignon* William Meynard* | James Roberts Kyle Chalmers James Magnussen Cameron McEvoy Matthew Abood* |
| 4 × 200 m frisim Detaljer... | USA | Storbritannien                                                                               | Japan                                                                     |
| 4 × 200 m frisim Detaljer... | Conor Dwyer Townley Haas Ryan Lochte Michael Phelps Clark Smith* Jack Conger* Gunnar Bentz*                    | Stephen Milne Duncan Scott Daniel Wallace James Guy Robbie Renwick*                          | Kosuke Hagino Naito Ehara Yuki Kobori Takeshi Matsuda                     |
| 4 × 100 m medley Detaljer... | USA | Storbritannien                                                                               | Australien                                                                |
| 4 × 100 m medley Detaljer... | Ryan Murphy Cody Miller Michael Phelps Nathan Adrian David Plummer* Kevin Cordes* Tom Shields* Caeleb Dressel* | Chris Walker-Hebborn Adam Peaty James Guy Duncan Scott                                       | Mitch Larkin Jake Packard David Morgan Kyle Chalmers Cameron McEvoy*      |
| 10 km maraton Detaljer...    | Ferry Weertman Nederländerna                                                                                   | Spyridon Gianniotis Grekland                                                                 | Marc-Antoine Olivier Frankrike                                            |

* = deltog i försöken och erhöll medalj.
Denna tabell: visa • redigera

## Skytte
| Damernas skytte                            | Guld                         | Silver                          | Brons                         |
| 50 meter gevär, tre positioner Detaljer... | Barbara Engleder Tyskland    | Zhang Binbin Kina               | Du Li Kina                    |
| 10 meter luftgevär Detaljer...             | Virginia Thrasher USA        | Du Li Kina                      | Yi Siling Kina                |
| 25 meter pistol Detaljer...                | Anna Korakaki Grekland       | Monika Karsch Tyskland          | Heidi Diethelm Gerber Schweiz |
| 10 meter luftpistol Detaljer...            | Zhang Mengxue Kina           | Vitalina Batsarasjkina Ryssland | Anna Korakaki Grekland        |
| Trap Detaljer...                           | Catherine Skinner Australien | Natalie Rooney Nya Zeeland      | Corey Cogdell USA             |
| Skeet Detaljer...                          | Diana Bacosi Italien         | Chiara Cainero Italien          | Kim Rhode USA                 |

| Herrarnas skytte                           | Guld                                                 | Silver                      | Brons                                                  |
| 50 meter gevär, tre positioner Detaljer... | Niccolò Campriani Italien                            | Sergej Kamenskij Ryssland   | Alexis Raynaud Frankrike                               |
| 50 meter gevär, liggande Detaljer...       | Henri Junghänel Tyskland                             | Kim Jong-hyun Sydkorea      | Kirill Grigorjan Ryssland                              |
| 10 meter luftgevär Detaljer...             | Niccolò Campriani Italien                            | Serhij Kulisj Ukraina       | Vladimir Maslennikov Ryssland                          |
| 50 meter pistol Detaljer...                | Jin Jong-oh Sydkorea                                 | Hoàng Xuân Vinh Vietnam     | Kim Song-guk Nordkorea                                 |
| 25 meter snabbpistol Detaljer...           | Christian Reitz Tyskland                             | Jean Quiquampoix Frankrike  | Li Yuehong Kina                                        |
| 10 meter luftpistol Detaljer...            | Hoàng Xuân Vinh Vietnam                              | Felipe Almeida Wu Brasilien | Pang Wei Kina                                          |
| Trap Detaljer...                           | Josip Glasnović Kroatien                             | Giovanni Pellielo Italien   | Edward Ling Storbritannien                             |
| Dubbeltrap Detaljer...                     | Fehaid Al-Deehani Oberoende olympiska idrottsutövare | Marco Innocenti Italien     | Steven Scott Storbritannien                            |
| Skeet Detaljer...                          | Gabriele Rossetti Italien                            | Marcus Svensson Sverige     | Abdullah Al-Rashidi Oberoende olympiska idrottsutövare |

Denna tabell: visa • redigera

## Taekwondo
| Damernas grenar    | Guld                      | Silver                            | Brons                           | Brons |
| 49 kg Detaljer...  | Kim So-hui Sydkorea       | Tijana Bogdanović Serbien         | Patimat Abakarova Azerbajdzjan  |       |
| 49 kg Detaljer...  | Kim So-hui Sydkorea       | Tijana Bogdanović Serbien         | Panipak Wongpattanakit Thailand |       |
| 57 kg Detaljer...  | Jade Jones Storbritannien | Eva Calvo Spanien                 | Kimia Alizadeh Iran             |       |
| 57 kg Detaljer...  | Jade Jones Storbritannien | Eva Calvo Spanien                 | Hedaya Malak Egypten            |       |
| 67 kg Detaljer...  | Oh Hye-ri Sydkorea        | Haby Niaré Frankrike              | Ruth Gbagbi Elfenbenskusten     |       |
| 67 kg Detaljer...  | Oh Hye-ri Sydkorea        | Haby Niaré Frankrike              | Nur Tatar Turkiet               |       |
| +67 kg Detaljer... | Zheng Shuyin Kina         | María del Rosario Espinoza Mexiko | Bianca Walkden Storbritannien   |       |
| +67 kg Detaljer... | Zheng Shuyin Kina         | María del Rosario Espinoza Mexiko | Jackie Galloway USA             |       |

| Herrarnas grenar   | Guld                                | Silver                         | Brons                               |
| 58 kg Detaljer...  | Zhao Shuai Kina                     | Tawin Hanprab Thailand         | Luisito Pie Dominikanska republiken |
| 58 kg Detaljer...  | Zhao Shuai Kina                     | Tawin Hanprab Thailand         | Kim Tae-hun Sydkorea                |
| 68 kg Detaljer...  | Ahmad Abughaush Jordanien           | Aleksej Denisenko Ryssland     | Lee Dae-hoon Sydkorea               |
| 68 kg Detaljer...  | Ahmad Abughaush Jordanien           | Aleksej Denisenko Ryssland     | Joel González Spanien               |
| 80 kg Detaljer...  | Cheick Sallah Cissé Elfenbenskusten | Lutalo Muhammad Storbritannien | Milad Beigi Azerbajdzjan            |
| 80 kg Detaljer...  | Cheick Sallah Cissé Elfenbenskusten | Lutalo Muhammad Storbritannien | Oussama Oueslati Tunisien           |
| +80 kg Detaljer... | Radik Isajev Azerbajdzjan           | Abdoul Issoufou Niger          | Maicon Siqueira Brasilien           |
| +80 kg Detaljer... | Radik Isajev Azerbajdzjan           | Abdoul Issoufou Niger          | Cha Dong-min Sydkorea               |

Denna tabell: visa • redigera

## Tennis
| Gren                    | Guld                                         | Silver                                   | Brons                                     |
| Damsingel Detaljer...   | Mónica Puig Puerto Rico                      | Angelique Kerber Tyskland                | Petra Kvitová Tjeckien                    |
| Damdubbel Detaljer...   | Jekaterina Makarova, Jelena Vesnina Ryssland | Timea Bacsinszky, Martina Hingis Schweiz | Lucie Šafářová, Barbora Strýcová Tjeckien |
| Herrsingel Detaljer...  | Andy Murray Storbritannien                   | Juan Martín del Potro Argentina          | Kei Nishikori Japan                       |
| Herrdubbel Detaljer...  | Marc López, Rafael Nadal Spanien             | Florin Mergea, Horia Tecău Rumänien      | Steve Johnson, Jack Sock USA              |
| Mixeddubbel Detaljer... | Bethanie Mattek-Sands, Jack Sock USA         | Venus Williams, Rajeev Ram USA           | Lucie Hradecká, Radek Štěpánek Tjeckien   |

Denna tabell: visa • redigera

## Triathlon
| Gren                            | Guld                             | Silver                           | Brons                        |
| Damernas triathlon Detaljer...  | Gwen Jorgensen USA               | Nicola Spirig Hug Schweiz        | Vicky Holland Storbritannien |
| Herrarnas triathlon Detaljer... | Alistair Brownlee Storbritannien | Jonathan Brownlee Storbritannien | Henri Schoeman Sydafrika     |

Denna tabell: visa • redigera

## Tyngdlyftning
| Damernas grenar    | Guld                           | Silver                           | Brons                           |
| 48 kg Detaljer...  | Sopita Tanasan Thailand        | Sri Wahyuni Agustiani Indonesien | Hiromi Miyake Japan             |
| 53 kg Detaljer...  | Hsu Shu-ching Kinesiska Taipei | Hidilyn Diaz Filippinerna        | Yoon Jin-hee Sydkorea           |
| 58 kg Detaljer...  | Sukanya Srisurat Thailand      | Pimsiri Sirikaew Thailand        | Kuo Hsing-chun Kinesiska Taipei |
| 63 kg Detaljer...  | Deng Wei Kina                  | Choe Hyo-sim Nordkorea           | Karina Goritjeva Kazakstan      |
| 69 kg Detaljer...  | Xiang Yanmei Kina              | Zjazira Zjapparkul Kazakstan     | Sara Ahmed Egypten              |
| 75 kg Detaljer...  | Rim Jong-sim Nordkorea         | Darja Naumava Belarus            | Lidia Valentín Spanien          |
| +75 kg Detaljer... | Meng Suping Kina               | Kim Kuk-hyang Nordkorea          | Sarah Robles USA                |

| Herrarnas grenar    | Guld                        | Silver                     | Brons                         |
| 56 kg Detaljer...   | Long Qingquan Kina          | Om Yun-chol Nordkorea      | Sinpet Kruaithong Thailand    |
| 62 kg Detaljer...   | Óscar Figueroa Colombia     | Eko Yuli Irawan Indonesien | Farkhad Kharki Kazakstan      |
| 69 kg Detaljer...   | Shi Zhiyong Kina            | Daniyar Ismayilov Turkiet  | Luis Javier Mosquera Colombia |
| 77 kg Detaljer...   | Nijat Rahimov Kazakstan     | Lü Xiaojun Kina            | Mohamed Mahmoud Egypten       |
| 85 kg Detaljer...   | Kianoush Rostami Iran       | Tian Tao Kina              | Gabriel Sîncrăian Rumänien    |
| 94 kg Detaljer...   | Sohrab Moradi Iran          | Vadzim Straltsou Belarus   | Aurimas Didžbalis Litauen     |
| 105 kg Detaljer...  | Ruslan Nurudinov Uzbekistan | Simon Martirosyan Armenien | Aleksandr Zaytjikov Kazakstan |
| +105 kg Detaljer... | Lasha Talakhadze Georgien   | Gor Minasyan Armenien      | Irakli Turmanidze Georgien    |

Denna tabell: visa • redigera

## Vattenpolo
| Vattenpolo                      | Guld | Silver | Brons |
| Damernas turnering Detaljer...  | USA | Italien | Ryssland |
| Damernas turnering Detaljer...  | Samantha Hill Maddie Musselman Melissa Seidemann Rachel Fattal Aria Fischer Maggie Steffens Courtney Mathewson Kiley Neushul Caroline Clark Kaleigh Gilchrist Makenzie Fischer Kami Craig Ashleigh Johnson | Giulia Gorlero Chiara Tabani Arianna Garibotti Elisa Queirolo Federica Radicchi Rosaria Aiello Tania Di Mario Roberta Bianconi Giulia Enrica Emmolo Francesca Pomeri Aleksandra Cotti Teresa Frassinetti Laura Teani | Anna Ustjuchina Maria Borisova Jekaterina Prokofjeva Elvina Karimova Nadezjda Fedotova Olga Belova Jekaterina Lisunova Anastasia Simanovitj Anna Timofeeva Jevgenia Soboleva Jevgenija Ivanova Anna Grineva Anna Karnauch     |
| Herrarnas turnering Detaljer... | Serbien | Kroatien | Italien |
| Herrarnas turnering Detaljer... | Gojko Pijetlović Dušan Mandić Živko Gocić Sava Ranđelović Miloš Ćuk Duško Pijetlović Slobodan Nikić Milan Aleksić Nikola Jakšić Filip Filipović Andrija Prlainović Stefan Mitrović Branislav Mitrović      | Josip Pavić Damir Burić Antonio Petković Luka Lončar Maro Joković Luka Bukić Xavier García Andro Bušlje Sandro Sukno Ivan Krapić Anđelo Šetka Marko Macan Marko Bijač                                                | Stefano Tempesti Francesco Di Fulvio Niccolò Gitto Pietro Figlioli Alessandro Velotto Michael Bodegas Andrea Fondelli Valentino Gallo Christian Presciutti Nicholas Presciutti Matteo Aicardi Alessandro Nora Marco Del Lungo |

Denna tabell: visa • redigera

## Volleyboll
| Beachvolleyboll                 | Guld                               | Silver                           | Brons                             |
| Damernas turnering Detaljer...  | Tyskland                           | Brasilien                        | USA                               |
| Damernas turnering Detaljer...  | Laura Ludwig Kira Walkenhorst      | Ágatha Bednarczuk Bárbara Seixas | Kerri Walsh Jennings April Ross   |
| Herrarnas turnering Detaljer... | Brasilien                          | Italien                          | Nederländerna                     |
| Herrarnas turnering Detaljer... | Alison Cerutti Bruno Oscar Schmidt | Daniele Lupo Paolo Nicolai       | Alexander Brouwer Robert Meeuwsen |

| Volleyboll                      | Guld | Silver | Brons |
| Damernas turnering Detaljer...  | Kina | Serbien | USA |
| Damernas turnering Detaljer...  | Ding Xia Gong Xiangyu Hui Ruoqi Lin Li Liu Xiaotong Wei Qiuyue Xu Yunli Yan Ni Yang Fangxu Yuan Xinyue Zhang Changning Zhu Ting                                                             | Tijana Bošković Jovana Brakočević Bianka Buša Tijana Malešević Brankica Mihajlović Jelena Nikolić Maja Ognjenović Silvija Popović Milena Rašić Jovana Stevanović Stefana Veljković Bojana Živković | Rachael Adams Foluke Akinradewo Kayla Banwarth Alisha Glass Christa Harmotto Kimberly Hill Jordan Larson Carli Lloyd Karsta Lowe Kelly Murphy Kelsey Robinson Courtney Thompson |
| Herrarnas turnering Detaljer... | Brasilien | Italien | USA |
| Herrarnas turnering Detaljer... | William Arjona Éder Carbonera Wallace de Souza Luiz Felipe Fonteles Evandro Guerra Ricardo Lucarelli Bruno Rezende Lucas Saatkamp Sérgio Santos Maurício Silva Douglas Souza Maurício Souza | Oleg Antonov Emanuele Birarelli Simone Buti Massimo Colaci Simone Giannelli Osmany Juantorena Filippo Lanza Matteo Piano Salvatore Rossini Daniele Sottile Luca Vettori Ivan Zajtsev               | Matthew Anderson Aaron Russell Taylor Sander David Lee Kawika Shoji William Priddy Murphy Troy Thomas Jaeschke Micah Christenson Maxwell Holt David Smith Erik Shoji            |

Denna tabell: visa • redigera